# Austrocarabodes rimosus
Austrocarabodes rimosus är en kvalsterart som beskrevs av Sandór Mahunka 1987. Austrocarabodes rimosus ingår i släktet Austrocarabodes och familjen Carabodidae. Inga underarter finns listade.